# Willem Elsschot
Willem Elsschot (pseudonim od Alphonsus Josephus de Ridder) (Antwerpen, 7. svibnja 1882. – Antwerpen, 31. svibnja 1960.) bio je flamanski romanopisac i pjesnik. Njegov opus većim dijelom čini poezija dok napisana proza ne prelazi 750 stranica, no utjecaj koji je izvršila bio je jako velik.

## Život
Elsschot je rođen u Antwerpenu u pekarskoj obitelji. Studije započinje u rodnom gradu no ne završava ih. Iz tih studentskih dana potječe i njegova ljubav prema književnosti.
U svojoj mladosti posjećivao je za vrijeme ljetnih praznika svog ujaka u kontinentalnom Blaubergu. Tamo je prije svega volio šetnje u predjelu pod imenom 'Helschot', između Blauberga i Veerlea, od čega će kasnije izvesti svoj pseudonim.
U međuvremenu obavlja različite poslove; ne samo u Antwerpenu i Bruxellesu, nego i u Parizu, Rotterdamu i Schiedamu. U potonjem je bio trgovinski dopisnik u poduzeću Werfa Gusta, koje će mu kasnije poslužiti kao model za General Marine and Shipbuilding Company u njegovom poznatom romanu Kaas (Sir). Jedna starija kolegice iz istog poduzeća potaknula ga je da svoje šarolike priče s posla počne prenositi na papir.
Od godine 1912. De Ridder počinje raditi za časopis La Revue Continentale Illustrée, u vlasništvu njegova prijatelja Julesa Valenpinta, koji će poslužiti kao model za lik Boormana u romanu Lijmen/Het Been, gdje La Revue Continentale postaje 'Algemeen Wereldtijdschrift voor Financiën, Handel, Nijverheid, Kunsten en Wetenschappen'. Pravi časopis je za vrijeme Prvog svjetskog rata propao zbog ondašnjih ekonomskih prilika u Belgiji.
Za vrijeme Prvog svjetskog rata obavljao je dužnost tajnika u Nationaal Comité voor Hulp en Voeding (Nacionalni komitet za pomoć i prehranu) u Antwerpenu.
Poslije rata osnovao je reklamni ured koji će voditi do kraja života. 
Elsschot umire u 78. godini života, vjerojatno od srčanog udara u svom rodnom gradu. Njegova supruga Fine umire dan nakon njega. Elsschot je bio kremiran i njegov pepeo pokopan zajedno s tijelom njegove supruge.
Postumno je dobio Staatsprijs voor de literatuur (Državna nagrada za književnost). Godine 2005. završio je na 49. mjestu flamanske verzije u izboru za 'Najvećeg Belgijca' (De Grootste Belg).

## Djela
Elsschot objavljuje svoje prve pjesme u časopisu 'Alvoorder' koji se u Flandriji izdaje godine 1900. i 1901. 
Njegovi najpoznatiji radovi dolaze u 20im i 30im godinama 20.st.: Lijmen (1924), Kaas (1933), Tsjip (1934) i Het Been (1938).
Dvije novele, Lijmen i Het Been, zajedno tvore roman. U Lijmen se pojavljuje lik činovnika Fransa Laarmansa u službi kod Boormana, direktora 'Wereldtijdschrifta'. U oba lika, kako tvrdog poduzetnika Boormana tako i popustljivog, šeprtljavog Laarmansa, možemo pronaći dijelove Elsschota.
Kaas i Tsjip pojavljuju se u književnom časopisu Forum. U Kaasu čitamo tragikomičnu priču o Frans Laarmansu, hrabrom obiteljskom čovjeku, koji pod utjecajem svojih bogatih prijatelja svoj uredski život mijenja za posao agenta za prodaju Edammer sira. Budući da Laarmans nema nikakvo znanje a još manje i talent za trgovinu, taj posao ostaje osuđen na propast.
Središnje teme kojih se često u svojim knjigama dotiče su poslovni svijet (Lijmen/Het Been, Kaas, Het tankschip) kao i obiteljski život (Een ontgooscheling, ponovno Kaas, Tsjip i De Leeuwentemmer).

## Prijevodi
Godine 2002. pojavljuje se prijevod romana Kaas na engleski (Sir) pod imenom Cheese.
Godine 2010. izlazi prijevod novele Het dwaallicht na esperanto pod nazivom 'Kiel vaglumo'.